# Robert Didion
Robert Didion (* 12. März 1956 in Bexbach; † 25. November 2001 in Bad Wildungen) war ein deutscher Musikwissenschaftler, Bibliothekar und Opernforscher. 

## Werdegang
Didion absolvierte das Studium der Musikwissenschaft, Germanistik sowie Mittleren und Neueren Geschichte an den Universitäten von Saarbrücken und Heidelberg und war anschließend in erster Linie als Opernforscher und -editor tätig. 1981 bis 1992 oblag ihm gemeinsam mit Joachim Schlichte die Erschließung und Katalogisierung der Musikhandschriften in der Stadt- und Universitätsbibliothek Frankfurt am Main. Insbesondere mit dem Katalog über die Frankfurter Opernsammlung, die umfassend beschrieben wird, hat Didion Maßstäbe zur Erschließung derartiger Bestände gesetzt.
1994 bis 1998 wirkte er als Leiter der Bühnenabteilung und Lektor beim Verlag Ricordi in München. 
Von 1999 bis zu seinem Tod nach schwerer Krankheit war er Lektor für Bühnenwerke beim Bärenreiter-Verlag in Kassel. 

## Publikationen
- (Hrsg. mit Joachim Schlichte): Thematischer Katalog der Opernsammlung in der Stadt- und Universitätsbibliothek Frankfurt am Main (Signaturengruppe Mus Hs Opern); Frankfurt am Main 1990, 441 S. Illustrationen, Notenbeispiele
- Diverse Artikel für Pipers Enzyklopädie des Musiktheaters
- Aufsätze über Georges Bizet, Jacques Offenbach (Les Contes d'Hoffmann) und Albert Lortzing.

Editionen
- Georges Bizet: Carmen
- Jacques Offenbach: La Belle Hélène, Il Signor Fagotto, Paimpol et Périnette
- Antonio Salieri: Catilina
- Ludwig van Beethoven: Fidelio (mit Helga Lühning)

| Personendaten    | Personendaten                  |
| ---------------- | ------------------------------ |
| NAME             | Didion, Robert                 |
| KURZBESCHREIBUNG | deutscher Musikwissenschaftler |
| GEBURTSDATUM     | 12. März 1956                  |
| GEBURTSORT       | Bexbach                        |
| STERBEDATUM      | 25. November 2001              |
| STERBEORT        | Bad Wildungen                  |